# Die Firma (Hip-Hop-Gruppe)

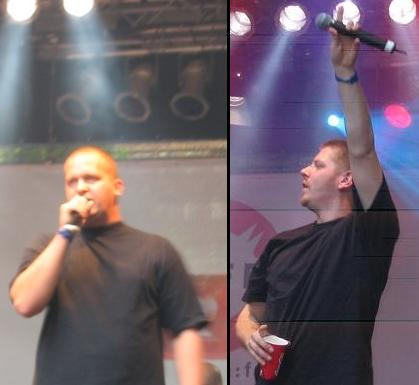
Tatwaffe (links) und Def Benski Obiwahn (rechts) live im Jahr 2005

Die Firma ist eine 1996 in Köln-Porz gegründete deutsche Hip-Hop-Gruppe.

## Geschichte
Tatwaffe und Def Benski hatten sich bereits vor der Gründung der eigentlichen Band Die Firma in dem Projekt Das Duale System zusammengefunden. Ihr erstes Doppelalbum als Die Firma veröffentlichten die drei Hip-Hop-Musiker 1998 unter dem Titel Spiel des Lebens/Spiel des Todes. Mit dem eigens gegründeten Label La Cosa Mia setzten die drei wirtschaftlich und musikalisch alles auf eine Karte. Das von der Kritik durchweg positiv aufgenommene Debütalbum wurde ein wirtschaftlicher Erfolg für die Band und stellte den Durchbruch dar. Es folgten die Alben Das 2. Kapitel, dessen Single-Auskopplung Kap der Guten Hoffnung die Band dann auch einer breiten Öffentlichkeit bekannt machte, Das dritte Auge und Krieg und Frieden. Bereits das zweite Studioalbum der Band wurde rund 80.000 Mal verkauft. Das bekannteste Lied der Firma ist Die Eine vom ersten Album Spiel des Lebens. Das Lied basiert auf dem Kanon in D von Johann Pachelbel. Auf Krieg und Frieden findet sich die Fortsetzung Die Eine 2005. 2007 erschien mit Glückprinzip die erste Single des neuen Albums Goldene Zeiten. Als musikalische Gäste hatten die Rapper Nesti und Gianni Beiträge auf Songs. 2010 erschien ihr sechstes Studioalbum Das sechste Kapitel.

## Zukunft
In einer am 28. Dezember 2020 auf YouTube veröffentlichten Doku erklärte Tatwaffe, dass sich während der Arbeiten am siebten Album die drei Mitglieder auseinander gelebt hatten und deswegen die Arbeiten daran abgebrochen wurden. Nachdem Fader Gladiator nicht mehr dabei sein wollte, beschlossen die übrigen beiden Mitglieder zusammen mit Gianni unter dem Namen Die Aktionäre ein letztes Die Firma-Album herauszubringen. Wann und ob dies erscheint, ist seitdem ungewiss.

## Mitglieder
Hinter dem Pseudonym Tatwaffe steckt Alexander Terboven. Außer in der Firma tritt er auch unter diesem Pseudonym solo auf. Früher gehörte er auch dem Dualen System und La Familia an. Terboven ist seit 2005 mit seiner Frau Antje verheiratet. Mit ihr hat er auch zwei Söhne.
Def Benski (eig. Ben Hartung, * 28. November in Köln) ist Rapper der Band. Nebenher tritt er als Solokünstler und in dem Projekt Cologne All Stars auf. Früher gehörte er dem Äi-Tiem und wie sein Bandkollege Tatwaffe, der Band Das Duale System an. Hartung hat Raumausstatter und Erzieher gelernt.
Daniel Sluga (* 8. Oktober 1971 in Köln) alias Fader Gladiator ist der Produzent von Die Firma, dort für DJ und Beats zuständig sowie Gründer des Musiklabels LaCosaMia.

## Stil
Musikalisch definiert sich die Band wie folgt: „Lyrics über Beats repräsentieren Gut und Böse“. Dem selbstgewählten Credo blieben Tatwaffe, Obiwahn und Fader in der Folge auch treu. Das Thema des musikalischen Dualismus zieht sich durch alle Alben der Band. Thematisiert bzw. neu interpretiert werden durch die Band beispielsweise Liebe, Krieg (und Frieden), Zukunftsängste, Glaube und Hoffnung, Verschwörungstheorien und Battle-Tracks.

## Diskografie

### Studioalben
| Jahr | Titel                              | Höchstplatzierung, Gesamtwochen, AuszeichnungChartplatzierungen (Jahr, Titel, Platzierungen, Wochen, Auszeichnungen, Anmerkungen) | Höchstplatzierung, Gesamtwochen, AuszeichnungChartplatzierungen (Jahr, Titel, Platzierungen, Wochen, Auszeichnungen, Anmerkungen) | Anmerkungen                           |
| Jahr | Titel                              | DE | AT | Anmerkungen                           |
| ---- | ---------------------------------- | --- | --- | ------------------------------------- |
| 1998 | Spiel des Lebens / Spiel des Todes | — | — | Erstveröffentlichung: 3. April 1998   |
| 1999 | Das zweite Kapitel                 | DE8 (7 Wo.)DE | — | Erstveröffentlichung: 4. Oktober 1999 |
| 2002 | Das dritte Auge                    | DE17 (12 Wo.)DE | AT44 (4 Wo.)AT | Erstveröffentlichung: 4. Februar 2002 |
| 2005 | Krieg und Frieden                  | DE37 (11 Wo.)DE | AT31 (7 Wo.)AT | Erstveröffentlichung: 4. April 2005   |
| 2007 | Goldene Zeiten                     | DE38 (3 Wo.)DE | — | Erstveröffentlichung: 3. August 2007  |
| 2010 | Das sechste Kapitel                | DE56 (1 Wo.)DE | — | Erstveröffentlichung: 28. Mai 2010    |

### Kompilationen
| Jahr | Titel            | Anmerkungen                         |
| ---- | ---------------- | ----------------------------------- |
| 2009 | Gesammelte Werke | Erstveröffentlichung: 27. März 2009 |

### Singles
| Jahr | Titel Album                                                | Höchstplatzierung, Gesamtwochen, AuszeichnungChartplatzierungen (Jahr, Titel, Album, Platzierungen, Wochen, Auszeichnungen, Anmerkungen) | Höchstplatzierung, Gesamtwochen, AuszeichnungChartplatzierungen (Jahr, Titel, Album, Platzierungen, Wochen, Auszeichnungen, Anmerkungen) | Höchstplatzierung, Gesamtwochen, AuszeichnungChartplatzierungen (Jahr, Titel, Album, Platzierungen, Wochen, Auszeichnungen, Anmerkungen) | Anmerkungen                                             |
| Jahr | Titel Album                                                | DE | AT | CH | Anmerkungen                                             |
| ---- | ---------------------------------------------------------- | --- | --- | --- | ------------------------------------------------------- |
| 1998 | Scheiß auf die Hookline Spiel des Lebens / Spiel des Todes | — | — | — | Erstveröffentlichung: 1998                              |
| 1999 | Kap der guten Hoffnung Das zweite Kapitel                  | DE65 (9 Wo.)DE | — | — | Erstveröffentlichung: 30. August 1999                   |
| 1999 | Das neue Jahrtausend Das zweite Kapitel                    | — | — | — | Erstveröffentlichung: 29. November 1999 feat. Gentleman |
| 2002 | Hör ma! Das dritte Auge                                    | DE77 (4 Wo.)DE | — | — | Erstveröffentlichung: 7. Januar 2002                    |
| 2002 | Strassenfest Das dritte Auge                               | — | — | — | Erstveröffentlichung: 2002                              |
| 2003 | Kein Ende in Sicht Das dritte Auge                         | — | — | — | Erstveröffentlichung: 2003                              |
| 2005 | Die Eine 2005 Krieg und Frieden                            | DE2 Platin · (33 Wo.)DE | AT2 Gold · (30 Wo.)AT | CH34 (13 Wo.)CH | Erstveröffentlichung: 4. Juli 2005                      |
| 2005 | Spiel des Lebens Krieg und Frieden                         | DE44 (9 Wo.)DE | AT75 (1 Wo.)AT | — | Erstveröffentlichung: 11. November 2005                 |
| 2006 | Irgendwann Gesammelte Werke                                | DE96 (1 Wo.)DE | — | — | Erstveröffentlichung: 6. Oktober 2006 mit Nesti         |
| 2007 | Glücksprinzip Goldene Zeiten                               | DE44 (6 Wo.)DE | — | — | Erstveröffentlichung: 20. Juli 2007                     |
| 2007 | Wunder Goldene Zeiten                                      | DE76 (3 Wo.)DE | — | — | Erstveröffentlichung: 12. Oktober 2007                  |
| 2007 | Wunschzettel Gesammelte Werke                              | — | — | — | Erstveröffentlichung: 2007 feat. CJ Taylor              |
| 2008 | Scheiß auf die Hookline 2 Goldene Zeiten                   | — | — | — | Erstveröffentlichung: 2008                              |
| 2010 | Jetzt Das sechste Kapitel                                  | — | — | — | Erstveröffentlichung: 2010                              |
| 2010 | Stille Das sechste Kapitel                                 | — | — | — | Erstveröffentlichung: 2010                              |
| 2023 | Die Eine (oder keine) –                                    | — | — | — | Erstveröffentlichung: 17. Februar 2023 mit Wildbwoys    |